# おとめボタン
おとめボタンは、日本のガールズグループ、名古屋を拠点に活動するローカルアイドルである。結成は2016年。フォーチュンエンターテイメント所属。
同事務所で結成された姉妹グループのBELLY BUTTON（ベリーボタン）とあいち☆乙女組（あいちおとめぐみ）が合体して、2016年11月に7人組で始動したグループである。2017年〜2019年の間に3人が脱退、2019年6月に4人が新ユニット・小野小町に所属となったことで、そこからメンバー不在による活動休止状態が続いた。2021年、第二次メンバー2名によって再始動したが、2022年4月30日に解散した。

## 概要
「パフォーマンスエンタメユニット」を自称し、和装をコスチュームとして、歌・ダンス・演技やイリュージョンに古典芸能の要素を取り入れたパフォーマンスを展開する。テーマフラワーは牡丹。プロデュースはフォーチュンエンターテイメント社長の谷口誠治。音楽プロデュースは同社のグループ全般を手掛けてきた音楽家のYUMIKOが中心となった。同じフォーチュンエンターテイメント所属のボーイズグループBOYS AND MENの妹分であり、「エンターテイメント集団」と名乗るBOYS AND MENやその兄弟分のBMK、祭nine.らと同様に、おとめボタンも「アイドル」とは自称しないスタンスで活動する。
2017年上半期、下半期、2018年上半期「日本ご当地アイドル活性協会が選ぶアイドルセレクト10」に選出された。

## 合体前のグループ
おとめボタンの前身には、谷口誠治が以前に手掛けた女性イリュージョンアイドルユニット・プリマベーラの系譜を継ぐ女性ユニット「NDPガールズ」があり、以下の2つのグループともにそのメンバーだった者がいる。NDPガールズは2014年にフォーチュンエンターテイメントによる「BOYS AND MENのガールズグループ版」という公募を経て結成された。公式サイトなどを持たずに活動しており、メンバーの脱退についての情報も明らかにされておらず、グループの活動が無くなってからもフォーチュンエンターテイメントからの存続に関する公式なアナウンスはない。

### BELLY BUTTON
2014年夏、中部テレコミュニケーションやフォーチュンエンターテイメントなどが開催した「コミュファ光イメージキャラクターオーディション」によって選ばれた、中部地方出身の4名によるユニット。同年10月30日に結成を発表。グループ名「BELLYBUTTON」は日本語で「へそ」であり、「日本のへそ＝中部地方を盛り上げたい」という意味で名付けられた。2015年4月18日、シングル「勝利の果実」でCDデビュー。
グループが合体する直前の2016年10月末に2名が卒業し、2名がおとめボタンのメンバーとなった。

### あいち☆乙女組
2015年5月4日にシングル「乙女ロマンス☆」でCDデビュー。ここからは6人組で活動した。おとめボタンの「和装」や「イリュージョン」といった部分は、こちらのグループの活動後期のスタイルを継ぐものである。グループ単体の公式サイトやSNSを持っておらず、情報の発信はBELLY BUTTONのオフィシャルブログなどを用いていた。
2016年7月に1名が脱退し、5名がおとめボタンのメンバーとなった。

## メンバー

### 元メンバー
在籍時の公式プロフィールの内容による。
| 名前 (よみ)                     | 生年月日               | 出身地 | テーマカラー | 脱退時期              | 元の所属                  | 愛称       | 身長 血液型  | 備考                                          |
| ------------------------------- | ---------------------- | ------ | ------------ | --------------------- | ------------------------- | ---------- | ------------ | --------------------------------------------- |
| 坪内 希世紀 （つぼうち きせき） | 1999年4月13日（25歳）  | 岐阜県 | なし         | 2017年2月19日卒業     | NDPガールズ BELLY BUTTON  | きせぴょん | 157cm A型    |                                               |
| 宮原 七奈 （みやはら なな）     | 1999年10月26日（25歳） | 愛知県 | 檸檬色（黄） | 2018年6月30日脱退     | あいち☆乙女組             | なな       | 153.8cm AB型 |                                               |
| 上田 美沙季 （うえだ みさき）   | 1992年10月26日（32歳） | 福岡県 | 天色（青）   | 2019年4月30日脱退     | あいち☆乙女組 NDPガールズ | みさきち   | 163cm O型    |                                               |
| 永田 紗貴子 （ながた さきこ）   |                        |        | 青           | 不明                  |                           | さっちゃん |              |                                               |
| 松岡 愛純 （まつおか あずみ）   |                        |        | ピンク       | 2022年4月30日活動終了 |                           | あずみん   |              |                                               |
| 以下は小野小町となったメンバー  |                        |        |              |                       |                           |            |              |                                               |
| 小西 麗菜 （こにし れいな）     | 1996年11月6日（28歳）  | 愛知県 | 紅色（赤）   | 2019年7月12日卒業     | BELLY BUTTON              | こにたん   | 158cm A型    | 元おとめボタンリーダー 元BELLY BUTTONリーダー |
| 福島 彩菜 （ふくしま さいな）   | 1999年11月22日（25歳） | 愛知県 | 菖蒲色（紫） | 2019年7月12日卒業     | あいち☆乙女組             | さいな     | 158cm A型    |                                               |
| 坂中 楓 （さかなか かえで）     | 1993年9月29日（31歳）  | 愛知県 | 桜色（桃）   | 2019年7月12日卒業     | あいち☆乙女組             | かえりぃ   | 153cm B型    | 元あいち☆乙女組リーダー                       |
| 山川 紗希 （やまかわ さき）     | 1998年7月2日（26歳）   | 愛知県 | 若草色（緑） | 2019年7月12日卒業     | あいち☆乙女組             | さきてぃ   | 170cm A型    |                                               |

おとめボタン以前の元メンバー
- 小島 ジェシカ（こじま ジェシカ）：元あいち☆乙女組
- 山下 菜帆（やました なほ）：元あいち☆乙女組
- 新 弥来（しん みらい）：元NDPガールズ、あいち乙女組。声優を目指すため、2016年7月27日で脱退[14]。
- 長谷川 桃香（はせがわ ももか）：元BELLY BUTTON。2016年10月31日に卒業[15]。
- 吉沼 百萌（よしぬま もも）：元BELLY BUTTON。長谷川と同じく2016年10月31日に卒業。

### メンバー構成推移
2014年
- 夏頃 - NDPガールズ結成。
- 10月 - 小西麗菜・坪内希世紀・吉沼百萌・長谷川桃香でBELLY BUTTON結成。

2015年
- 5月 - あいち☆乙女組が上田美沙季・新弥来・山川紗希・坂中楓・宮原七奈・福島彩菜でCDデビュー。

2016年
- 7月27日 - 新弥来があいち☆乙女組を脱退。
- 10月31日 - 吉沼百萌・長谷川桃香がBELLY BUTTONを卒業。
- 11月1日 - おとめボタン結成。[16]

2017年
- 3月 - 坪内希世紀が卒業。

2018年
- 6月30日 - 宮原七奈が脱退。

2019年
- 4月30日 - 上田美沙季が脱退。
- 6月25日 - 小西麗菜・福島彩菜・坂中楓・山川紗希で新ユニット・小野小町を結成[17]。
- 7月12日 - 小西・福島・坂中・山川が卒業。

2021年
- 2月6日 - 第二次メンバー、永田紗貴子・松岡愛純の加入を発表[18][19]。

2022年
- 4月30日 - この日をもっておとめボタンとしての活動を終了[2]。

## 作品
レーベルはすべてFortune Records。

### シングル
1. サンキュ〜ベリベリマッチ!（2016年12月12日）
2. じゃじゃウマおてんBURN!!（2017年3月18日）
3. おっと!め組の火の用心（2017年9月9日）
4. オキラクゴクラクガール（2017年12月2日）
5. 深紅（2018年10月27日）

#### 合体前のグループのシングル
- BELLY BUTTON 『勝利の果実』（2015年4月18日）
- BELLY BUTTON 『ときめきボタン』（2015年7月15日）
- あいち☆乙女組 『乙女ロマンス☆』（2016年5月4日） - カップリング「折れない翼」は、「あいち☆乙女組 Ft. BELLY BUTTON」名義。
- フォーチュンオールスターズ 『「Power Of Dream」BELLY BUTTON & あいち☆乙女組 ver.』（2016年6月9日） - カップリングにBELLY BUTTON「打ちあがってベイベー」を収録。

### DVD
- -響流十方- おとめボタンコンサート（2017年9月12日）
- おとめボタンの上海・台湾 〜アジア進出の旅〜（2017年10月15日）

## 出演

### テレビ番組
- 忍者ボイメンくん2 〜昇龍道は忍者道具の宝庫でござる〜（2016年 - 2017年、東海テレビ） - 上田、小西
- ボイメンの愛知きしめん家族（2017年、テレビ愛知） - 坂中[20]
- おとめボタンの女子キャンプ!（2018年、テレビ愛知）[21]
- ボイメン新世紀 祭戦士ワッショイダー（2018年、CBCテレビ） - 生徒 役（上田、小西、坂中、山川）[22]
- 名古屋行き最終列車2019 第6話（2019年、メ〜テレ） - 小西、福島、山川[23]
- ボイメン ジャパネスク（2019年、中京テレビ） - 小西[注 2]

### ラジオ
- オカザえもんと岸田メル! with おとめボタン（2015年 - 2016年、東海ラジオ）[注 3]
- フォーチュンラジオ（2015年 - 、エフエム豊橋）
- 祭nine.&おとめボタンのときめきスクール（2016年 - 2017年、ぎふチャン）[注 4]
- ワンチャンマイク（2017年 - 2018年、CBCラジオ）
- Beat Around「サテライトFLASH」（2018年、メディアスエフエム）[24]
- お祭り気分で Bang! Bang! Radio（2019年、エフエム岐阜）

### 舞台
- ミュージカル 夢は叶えるもの（2015年・2016年）
- フォーチュン ミュージカルやっちゃうよ祭2017 『RETURNER 〜俺たちの幕末異伝〜』（2017年）[25]
- GIRL’S DREAM PROJECT『POWER OF DREAM』（2018年）[26][27]

### 映画
- 復讐したい（2016年） - BELLY BUTTON[28]
- 世界でいちばん長い写真（2018年、ダブ[29]） - 小西、福島、宮原、上田、坂中、山川
- BD〜明智探偵事務所〜（2018年） - 小西

### CM
- 中部テレコミュニケーション「コミュファ光」（2014年 - 2016年） - BELLY BUTTON
- 博物館明治村 「明治村探偵GAME」（2017年 - 2018年） - 小西
- 大垣共立銀行（2017年）[30]

## その他の活動
- 名古屋市消防局 広報アンバサダー（2017年）[31]